# Pouteria rhopalocarpa
Pouteria rhopalocarpa är en tvåhjärtbladig växtart som beskrevs av Pieter van Royen. Pouteria rhopalocarpa ingår i släktet Pouteria och familjen Sapotaceae. Inga underarter finns listade i Catalogue of Life.